# Grünenbach
Grünenbach település Németországban, azon belül Bajorországban. Lakosainak száma 1578 fő (2023. december 31.). Grünenbach Gestratz, Stiefenhofen, Missen-Wilhams, Maierhöfen és Röthenbach községekkel határos.

## Népesség
A település népessége az elmúlt években az alábbi módon változott:
| Lakosok száma | 664  | 1140 | 1094 | 1429 | 1456 | 1471 | 1465 | 1460 | 1537 | 1578 |
|               | 1875 | 1970 | 1975 | 2011 | 2013 | 2014 | 2016 | 2019 | 2021 | 2023 |